# Mohamed Abdullahi Mohamed
Mohamed Abdullahi Mohamed (Somalisch: Maxamed Cabdulaahi Maxamed Farmaajo) (Mogadishu, 5 mei 1962), ook bekend onder zijn bijnaam Farmaajo (Somalisch: kaas), is een Somalisch politicus. Hij was van 16 februari 2017 tot 15 mei 2022 de negende president van Somalië.
Mohamed behaalde een bachelor aan de University at Buffalo, The State University of New York. In 2009 volgde hij daar nog een masterprogramma.
Hij was premier van Somalië, van november 2010 tot juni 2011. Mohamed is de oprichter en leider van de Tayo-partij sinds 2012.
Op 8 februari 2017 werd Mohamed Abdullahi Mohamed verkozen als de negende president van het land. In een hevige strijd won hij 55,8% van de kiesmannen. Zijn tegenstanders waren Hassan Sheikh Mohamud en Sharif Sheikh Ahmed. Het publiek zag deze overwinning als een nieuw begin voor Somalië.
Mohamed is getrouwd en heeft vier kinderen.

## Biografie
Mohamed werd geboren in Mogadishu. Mohamed komt uit de Marehan, een familie van de Darod-clan, de dominante clan in Jubaland. Zijn vader stond in het district Waberi bekend als Formaggio, het Italiaanse woord voor "kaas", en daarom kreeg Mohamed de bijnaam "Farmaajo"". Zijn ouders waren activisten die waren aangesloten bij de Somali Youth League (SYL), de eerste politieke partij van Somalië. In de jaren zeventig werkte zijn vader als ambtenaar bij het nationale ministerie van Transport. Mohamed bezocht een kostschool in Somalië. Toen de burgeroorlog in 1991 begon, studeerde hij in de VS en vroeg hij politiek asiel aan. Tijdens zijn verblijf in Buffalo, in de Verenigde Staten, was Mohamed een geregistreerd lid van de Republikeinse Partij. Mohamed is een Somalisch staatsburger. Vóór augustus 2019 bezat hij ook het Amerikaanse staatsburgerschap, dat hij vrijwillig heeft afgezworen.

### Carrière
Van 1982 tot 1985 werkte hij bij het ministerie van Buitenlandse Zaken van Somalië in een administratieve hoedanigheid. Tussen 1985 en 1988 was Mohamed eerste secretaris in de Somalische ambassade in Washington. Hij studeerde in 1993 af met een bachelor in geschiedenis. Van 1994 tot 1997 was Mohamed werkzaam als algemeen commissaris voor de Buffalo Municipal Housing Authority, en werkte daar als finance chairman. Van 1995 tot 1999 was hij ook casemanager voor een lead abatement program in de stad. Tussen 2000 en 2002 was Mohamed een minority business coordinator voor de Erie County Division of Equal Employment Opportunity. Van 2002 tot zijn benoeming tot premier eind 2010 werkte hij als Commissioner for Equal Employment bij het New York State Department of Transportation in Buffalo. Gedurende deze tijd voltooide hij ook zijn master in politieke wetenschappen aan de Buffalo University met zijn proefschrift getiteld "U.S. Strategic Interest in Somalia: From the Cold War Era to the War on Terror" en onderwees leiderschapsvaardigheden en conflictoplossing aan Erie Community college, onderdeel van de State University of New York (SUNY).

## Premier 2010-2011

### Aanstelling
Op 14 oktober 2010 werd Mohamed benoemd tot nieuwe premier van Somalië. De secretaris-generaal van de Verenigde Naties, Ban Ki-moon, feliciteerde Mohamed met zijn nieuwe rol en prees de Somalische leiders voor het bereiken van een consensus over procedurele regelingen die een transparante en raadgevende bevestiging van de premier mogelijk maakten. Op 1 november 2010 werd Mohamed beëdigd tijdens een ceremonie in de presidentiële residentie, Villa Somalia.

### Verbetering
In zijn verklaring aan de VN-Veiligheidsraad over zijn eerste 50 dagen in functie, verklaarde Mohamed dat zijn regering begonnen was met de implementatie van een volledig biometrisch register voor de veiligheidstroepen dat binnen een tijdsbestek van vier maanden zou moeten worden voltooid. Leden van de Independent Constitutional Commission werden ook aangesteld om Somalische constitutionele advocaten, religieuze geleerden en experts in de Somalische cultuur te betrekken bij het schrijven van de geplande nieuwe grondwet van het land, een belangrijk onderdeel van de federale overgangstaken van de regering. Er werden federale delegaties op hoog niveau uitgezonden om de aan clans gerelateerde spanningen in verschillende regio's te bezweren.
Om de transparantie te verbeteren, hebben kabinetsministers hun bezittingen volledig openbaar gemaakt en een ethische code ondertekend. Er werd ook een commissie tegen corruptie opgericht met de bevoegdheid om formele onderzoeken uit te voeren en om overheidsbesluiten en -protocollen te herzien om alle activiteiten van overheidsfunctionarissen beter te kunnen volgen. Bovendien waren onnodige reizen naar het buitenland door leden van de regering verboden, en voor alle reizen door ministers is nu de toestemming van de premier vereist. Een begroting met de federale uitgaven voor 2011 werd ook voorgelegd en goedgekeurd door parlementsleden, waarbij de betaling van ambtenaren voorrang kreeg. Bovendien wordt er een volledige audit van eigendommen en voertuigen van de overheid uitgevoerd.
Op het oorlogsfront slaagden de nieuwe regering en haar AMISOM-bondgenoten er ook in om de controle te krijgen over 60% van Mogadishu, waar 80% van de toenmalige bevolking van de hoofdstad woonde. Met bijna duizend nieuw getrainde regeringstroepen onderweg, aangevuld met nog eens 4000 AMISOM-soldaten, werd verwacht dat het tempo van de terreinwinst aanzienlijk zou versnellen.

### Kampala-akkoord
Het Kampala-akkoord was een overeenkomst onder toezicht van de Oegandese president Yoweri Museveni en de speciale gezant van de verenigde Naties voor Somalië, Augustine Mahiga, om een einde te maken aan de 'overgangsfase' van de TFG (Transitional Federal Government). De parlementsvoorzitter Sharif Hassan Sheikh Aden zei dat hij niet met Mohamed kon werken en daarom werd Mohamed, als onderdeel van de voorwaarden van de overeenkomst, verzocht af te treden. De aankondiging van het voorgestelde ontslag van premier Mohamed leidde tot gewelddadige protesten in verschillende steden.

### Aftreden als premier
Nadat Mohamed zijn ontslag had aangekondigd, marcheerden duizenden burgers, veel regeringssoldaten en enkele wetgevers door de straten van Mogadishu en eisten dat hij in zijn functie zou worden hersteld. Er werden aanvallen gemeld op hotels waarin parlementsleden verbleven met ten minste vijf doden. Bijkomende demonstraties tegen het aftreden van de premier werden gehouden in Galkacyo, een belangrijke handelsstad in de centrale regio Mudug, evenals in Beled Hawo in het uiterste zuiden. In reactie daarop bracht premier Mohamed een verklaring uit via de door de staat gerunde Radio Mogadishu waarin hij het leger prees voor zijn snelle reactie en er bij zijn troepen op aandrong terughoudend te zijn. Hij deed ook een beroep op het publiek om te kalmeren, en gaf aan dat

ik heb uw uitdrukkingen gezien en uw oproepen heb gehoord [...] U maakt deel uit van de besluitvorming - wat u wilt, moet worden gehoord.

Tijdens een persconferentie riep de premier op tot de onmiddellijke vrijlating van alle demonstranten die waren vastgehouden, en verklaarde dat zijn regering een onafhankelijk onderzoek naar hun arrestatie zou starten. De burgemeester van Mogadishu, Mohamed Nur, stelde voor om de kwestie ter goedkeuring aan het parlement voor te leggen.
Op 11 juni 2011 bracht premier Mohamed een verklaring uit waarin hij aangaf dat het Kampala-besluit voor debat aan het parlement moest worden voorgelegd en beoordeeld volgens de wetten in de nationale grondwet. De premier verklaarde ook dat hij alleen zou aftreden als wetgevers zouden stemmen om het akkoord te handhaven. Dit werd herhaald door het kabinet, dat in een persbericht aangaf dat de ministers, na bijeengeroepen te zijn om het besluit van Kampala te bespreken, afgesproken hadden dat het akkoord ter evaluatie aan het parlement moest worden voorgelegd. Bovendien probeerden meer dan 200 parlementsleden er bij de premier op aan te dringen het parlement opnieuw bijeen te roepen om over het besluit te beraadslagen, waarbij in een afzonderlijke verklaring werd aangegeven dat het akkoord de parlementsleden hun wetgevende rol ten opzichte van de regering ontnam.
Uiteindelijk moest Mohamed aftreden.

### Tayo
Begin 2012 richtten Mohamed en leden van zijn voormalige kabinet de politieke partij Tayo ("Kwaliteit") op. Volgens Mohamed zou de primaire agenda van de partij draaien om het verlenen van diensten aan de bevolking van Somalië en het aanmoedigen van de repatriëring van Somalische diasporanen om te helpen bij het wederopbouwproces. Nadat hij zijn functie neerlegde, voerde Mohamed campagne op verschillende wereldwijde bestemmingen om steun te vergaren voor zijn nieuwe partij, waaronder de Verenigde Staten, het Verenigd Koninkrijk, Nederland en Zweden.

### verkiezingen van 2012
Begin augustus 2012 presenteerde Mohamed zich als presidentskandidaat bij de verkiezingen van 2012 in Somalië, maar hij werd in de eerste stemronde uitgeschakeld.

### verkiezingen van 2017
De parlementsverkiezingen van 2017 worden door experts beschouwd als een van de meest corrupte politieke gebeurtenissen in de geschiedenis van het land. Te midden van wijdverbreide berichten over het kopen van stemmen, schatten onderzoekers dat ten minste $ 20 miljoen aan steekpenningen is betaald. Een groot deel van het gebruikte geld was afkomstig van buitenlandse naties met belangen in Somalië, die hoopten dat de kandidaten die zij financieel ondersteunden, hun belangen zouden helpen bevorderen. Eenmaal gekozen stemden de parlementsleden voor de nieuwe president. Mohamed, die campagne voerde met als belangrijkste thema anticorruptie, won het presidentschap in de tweede stemronde, nadat het aantal deelnemers was teruggebracht van meer dan twintig naar drie. In de tweede stemronde kreeg hij 184 van de in totaal 329 stemmen, een overwinning die analisten verraste. Amerikaanse nieuwsbronnen benadrukten ook zijn kennis van de Amerikaanse politiek als een mogelijke troef om hem als president te helpen. Mohamed had campagne gevoerd met de belofte van een nieuwe grondwet, verkiezingen volgens het principe one man, one vote en het elimineren van Al-Shabaab.

### Heropleving van de Somalische economie
Het feit dat de economie van Somalië drastisch is gegroeid onder zijn bewind wordt gezien als Mohameds grootste prestatie. Onder zijn bewind is Somalië in aanmerking gekomen voor schuldverlichting. 
Sinds de ineenstorting van de Somalische Republiek in 1991 heeft het land gedurende een lange periode geen toegang tot buitenlandse kapitaalmarkten kunnen krijgen. Dit had tot gevolg dat Somalië geen leningen kon ontvangen van multilaterale instellingen zoals de Wereldbank, het Internationaal Monetair Fonds (IMF) en Afrikaanse ontwikkelingsgelden. De uitsluiting van Bank Somalia door deze instellingen heeft ongetwijfeld een belangrijke rol gespeeld de economische ontwikkeling van het land in de afgelopen drie decennia. Het grootste deel van het budget van Somalië was lange tijd afkomstig van hulp en subsidies. In zijn totaliteit heeft Somalië heeft een geschatte externe schuld van $ 5 miljard - dit beslaat bijna het gehele bruto binnenlands product (bbp). Somalië maakt sinds 2020 deel uit van het programma heavily indebted poor countries (HIPC). Dit programma heeft als doelstelling de schulden van 's werelds armste landen naar een aanvaardbaar niveau terug te brengen, onder de voorwaarde dat de overheden van deze landen naar behoren functioneren. De grootste schuldeiser van Somalië, de VS, heeft toegezegd een groot deel van de $1,1 miljard schuld kwijt te schelden onder Resolutie 1158 Veiligheidsraad Verenigde Naties van het Huis van Afgevaardigden.
Het land heeft aan alle vereisten van het HIPC-programma voldaan en komt hiermee in aanmerking voor schuldverlichting. Daarbij is men begonnen met het normaliseren van de betrekkingen met internationale financiële instellingen. IMF-directeur Kristalina Georgieva zei dat schuldverlichting “zal helpen om aanzienlijke nieuwe financiële middelen vrij te maken waarmee Somalië kan investeren in ontwikkelingsbehoeften en armoedebestrijding.” Na voltooiing zullen projecten voor de ontwikkeling van Somalië worden gestart. De eerste hiervan is een upgrade naar een netwerk van wegen van 6000 km en de vier economische corridors binnen de Hoorn van Afrika. De wegen verbinden Kismayo, Liboi, Garissa en Berbera met Djibouti, Bosaso met Berbera en Mogadishu naar Lamu.
Ondanks de uitbraak van COVID-19 meldde de Wereldbank dat de economie van Somalië naar verwachting met 3,2% zal groeien, hetgeen de hoogste stijging is in vier jaren. Sinds Mohamed ‘Farmaajo’ werd verkozen, hebben de inkomsten van Somalië een opwaarts traject afgelegd. In 2017 verdiende Somalië $ 148 miljoen, gevolgd door $ 198 miljoen in 2018 en $ 223 miljoen in 2019, waarmee dit de hoogste omzet ooit is verzameld in een jaar. De omzet groeit in een ongekend tempo met een gemiddelde stijging van ongeveer $ 70 miljoen per jaar. In oktober 2019 heeft Somalië de internationale normen van de Internationale Organisatie van Hoge Controle-instanties aangenomen en de accountant-generaal deelde de jaarlijkse controle voor het eerst in de geschiedenis van de natie met het publiek. Veel mensen waren verheugd over de transparantie van de regering vanwege het wijdverbreide misbruik van openbare middelen en corruptie in Somalië over een lange periode. In februari 2017 was het budget slechts $ 168 miljoen en leek er geen zicht op substantiële verbetering. 
Vier jaar later werd een budget van $ 678,1 miljoen goedgekeurd voor 2021, waarmee het de grootste begroting in de geschiedenis van het land een feit was. Het budget voor 2021 is met 46% gestegen in vergelijking met 2020, hoewel het COVID-19-virus de wereldeconomie hard trof. Binnen drie jaar vanaf het begin van de ambtstermijn van Mohamed was er een budgettaire stijging van 174%. Het stabiliseren en verbeteren van de economische situatie van Somalië lijkt met de invoering van financiële hervormingen en de impact van het schuldverlichtingsprogramma dichterbij dan ooit.

### Openbaar werk
Farmaajo en zijn administratie heeft zich ingespannen om de openbare werken van de staat te verbeteren met veel voltooide en momenteel uitgevoerde projecten
onderweg. Voormalig Amerikaanse president John F. Kennedy zei ooit: "Weet wat je land voor je kan doen - vraag wat je wil voor je land." In Somalië voeren de mensen uit wat Kennedy predikte via het Isxilqaan-programma, dat de burgers zelf kunnen bouwen en hen leren zelfredzaam te zijn. De grootste bron van Somalië zijn de mensen, en elk individu heeft een belangrijke rol bij de wederopbouw van de natie. Met het Isxilqaan-programma heeft Somalië de standbeelden van de nationale helden van Somalië opnieuw opgericht. Standbeelden van generaal Ahmed Gurey, religieuze leider Sayid Mohamed en activist Hawo Taakonow torenen hoog uit boven Mogadishu. Gebouwen zoals hettheater en het museum van Mogadishu zijn ook herbouwd.

### Het herwinnen van de controle over het Somalische luchtruim
Onder de administratie van Farmaajo heeft Somalia met succes de controle over hun luchtruim herwonnen na meer dan 25 jaar te zijn geregeld door het regionaal kantoor van de Internationale Burgerluchtvaartorganisatie van de Verenigde Naties in Nairobi, Kenia. In maart 2018 verhuisde de FGS 34 luchtleidingpersoneel van Nairobi naar Mogadishu. Waar ze nu in de hoofdstad opereren in plaats van in Nairobi, Kenia.

### Heropbouw van het Somalische leger
Een van de grootste successen van Farmaajo en zijn administratie was de heropleving van het Somalische Nationale Leger. Al meer dan een decennium heeft een tientallen landen en multilaterale organisaties hebben veel tijd, moeite, uitrusting en honderden miljoenen dollars geïnvesteerd om een effectief Somali National Army (SNA) op te bouwen. Tot nu toe hebben ze gefaald. Dit was de conclusie van een multinationale beoordeling van de SNA uitgevoerd in 2017 door de federale regering van Somalië en verschillende internationale partners, waaronder de Afrikaanse Unie, de Verenigde Naties en de Verenigde Staten. De beoordeling was nodig omdat geen van beide de Somalische Regering of haar partners beschikten over betrouwbare basisinformatie over het leger, inclusief de identiteit van haar personeel, hun locaties en aangesloten eenheden, of hun wapens en uitrusting. 
De evaluatie bevestigde dat het leger in een erbarmelijke staat verkeerde: Er was minder frontliniepersoneel dan eerder werd ingeschat (gemiddeld hadden bataljons 63% van hun beoogde kracht, er waren inconsistente rekruteringsnormen en de meeste bataljons misten basisuitrusting, waaronder wapens, munitie, communicatiemiddelen en voertuigen. Het resultaat was alleen een leger in de naam, grotendeels beperkt tot defensieve en lokale operaties die niet in staat zijn een coherente nationale campagne te voeren en vaak afhankelijk zijn van de missie van de Afrikaanse Unie in Somalië (AMISOM) en de United Nations Support Office for Somalia (UNSOS) voor bescherming, veiligstellen van bevoorradingsroutes, logistieke ondersteuning en evacuatie van slachtoffers. Er was ook een breed scala aan corruptie binnen de Somalische Leger. 
Er werd gemeld dat er veel kolonels binnen leger de soldij van soldaten stalen. In reactie op meldingen van corrupte officieren die geld aannamen voor soldaten, De overheid dwong elke soldaat tot een biometrische scan om corruptie te voorkomen en het aantal troepen van de regering vast te stellen voor de loonlijst. In totaal werden 9.000 spooksoldaten geschrapt en de overheid bespaart tienduizenden dollars die kunnen worden herverdeeld naar andere delen van de begroting. Bovendien stelt de biometrische scan de overheid in staat om elke soldaat rechtstreeks op tijd te betalen. De Somalische strijdkrachten ontvingen ook een salarisverhoging van $ 70, waardoor hun totale soldij op $ 230 kwam. Een totaal van $ 100 gaat naar de soldaat, terwijl $ 30 wordt toegewezen aan voedselrantsoenen, $ 70 om te verhogen en een extra $ 30 voor barakkenvoedselrantsoenen.
Ook voerde de overheid pensioenregeling ingevoerd, weduwenuitkeringen voor de families van de gesneuvelde soldaten. Volgens directeur van publieke zaken kolonel Chris Karns van het United States Africa Command, werd op een bepaald moment 80% -90% van Zuid-Somalië overrompeld door de terroristengroep Al-Shabab. Tegenwoordig staat minder dan 20% van het Somalische grondgebied onder hun controle. De hervorming van de Somalische strijdkrachten is zonder een twijfel aan een prioriteit voor alle vorige regeringen; Farmaajo heeft echter snelle vorderingen gemaakt. 
Tot dusver heeft Turkije bijna 3.000 troepen en ongeveer 600 politieagenten die als speciale troepen dienen getraind. De troepen krijgen eerst een basisopleiding Mogadishu, vervolgens naar de westelijke Anatolische provincie Isparta gevlogen, waar ze intensieve commando-training volgen. Door Turkije getrainde speciale soldaten bekend als "Gorgor" en de politie commando's die bekend staan als "Haramcad", zijn succesvol tot nu toe. Turkije is van plan ongeveer een derde van de gehele Somalische strijdkrachten op te leiden en heeft het leger voorzien van 60.000 uniformen. 
Voor het eerst in meer dan drie decennia heeft de Somalische regering haar eigen troepen kunnen inzetten en heeft ze de zuidelijke grensregio van Gedo overgenomen van het Keniaanse leger, dat daar sinds 2009 gestationeerd was. De helft van een decennium profiteren van de illegale houtskoolhandel in Jubaland, die begint in al-Shabab gebied en eindigt in de haven van Al Hamriya Port in Dubai. Ondanks dat hij onder het mandaat van de Missie van de Afrikaanse Unie naar Somalië (AMISOM) valt, knijpen Keniaans troepen een oogje dicht voor Al-Shabab-terroristen die de houtskool exporteren naar de Verenigde Arabische Emiraten (VAE) en dan teruggkeren. Ze ontvangen $ 2 per tas, wat neerkomt op $ 24 miljoen per jaar in hun zakken. De verwijdering van Keniaanse strijdkrachten uit Gedo is een grote stap in de strijd tegen al-Shabab. Bovendien hebben Keniaanse soldaten jarenlang de burgers van de Gedo regio geterroriseerd met willekeurige moorden, ontvoeringen en luchtaanvallen.

### Verbetering van het onderwijs
Meer dan twee decennia van conflicten hadden een sterke achteruitgang van het Somalische onderwijssysteem als gevolg. Het was van lage kwaliteit, er waren onvoldoende gekwalificeerde leraren en onvoldoende middelen. De onderwijsachterstand in Somalië is een van de ergste wereldwijd. Op een bepaald moment waren 972.000 van de 4,7 miljoen leerlingen in Somalië (met toen een totale bevolking van 12,3 miljoen), oftewel één vijfde, ontheemd. In 2016 hadden 50.000 kinderen de kans om naar school vanwege verplaatsing gemist. Een van de belangrijkste taken van Farmaajo was dus om het onderwijs in het land te verbeteren. Voordat Farmaajo aantrad gaf het land slechts 1 miljoen dollar uit aan onderwijs. Vier jaar later geeft het land jaarlijks 16 miljoen dollar uit aan onderwijs. Dat is een stijging van meer dan 1000%. De regering heeft 2 miljoen euro toegekend voor leerboeken aan studenten en gaf meer dan 100.000 leerboeken aan leerkrachten. Tijdens zijn administratie is Somalië veranderd van onderwijssysteem. Het nieuwe onderwijssysteem bestaat uit vijf fasen: 
1. basisonderwijs (groep één tot vier),
2. midden (klas vijf tot acht),
3. secundair (klas negen tot 12),
4. technisch (leeftijd 15 tot 18) en
5. tertiair (hoger onderwijs)

De FGS vernieuwde ook de schoolboeken. De nieuwe boeken omvatten Engels, Arabisch, Somalisch, wiskunde, islamitische theologie, natuurwetenschappen, technologie en sociale wetenschappen. Veel docenten hebben positief gereageerd op de invoering van het nieuwe systeem. Ze hebben het nieuwe curriculum geprezen omdat het zich kan concentreren op de Somalische religie en cultuur. Sinds 2017 hebben 1220 studenten internationale studiebeurzen verkregen naar zeven landen. In 2019 opende het land ook twee trainingscentra voor docenten. In totaal hebben 2.000 docenten sindsdien hun opleiding daar afgerond. Met als doel meer leerkrachten op te leiden, besloot de FGS ook om gratis leerkrachten aan te bieden.

### Buitenlandse invloeden uit het land verwijderen
De invloed die buitenlandse landen op Ethiopië en Kenia uitoefenden Somalië was verbazingwekkend, ze hadden de controle over het politieke systeem van Somalië zou clans infiltreren, patriotten intimideren, de Somalische media volgen, inlichtingen verzamelen en ministers en politici in Somalië dicteren, op een paar na. Farmaajo wist dit en tijdens de verkiezingen beloofde hij zich van hun af te komen invloed in Somalië. Met succes verdreef Farmaajo met succes hun invloed uit Somalië. Volgens Abiy Ahmed toen hij president Farmaajo voor het eerst ontmoette, had hij hem ervan moeten overtuigen dat Ethiopië zich niet langer met Somalische politiek zou bemoeien. In in een documentaire die in 2008 door een journalist werd gepubliceerd, bleek dat Somalische politici in de wachtrij zouden staan buiten de ambassade wachtend op instructies van generaal Gabre Heard. 
Volgens bronnen stonden de administraties van Hassan Sheikh Mohamud, Sharif Sheikh Ahmed en Abdullahi Yusuf Ahmed onder controle van buitenlanders. President Hassan Sheikh Mohamud was aanwezig bij het 40-jarig bestaan van het Volksbevrijdingsfront van Tigray. Volgens ambtenaren sloeg generaal Gabre president Abdullahi Yusuf Ahmed tweemaal in het gezicht bij een ruzie. Generaal Gabre riep dat hij hem zou doden en verliet de kamer. Beide incidenten veroorzaakten verontwaardiging in Somalië en daarbuiten de Somalische diaspora-gemeenschap. 
Volgens verschillende rapporten die zijn gepubliceerd door Somalische activisten, veroorzaakte Ethiopië de dood van tientallen Somaliërs en heeft het land verdeeld door het federalisme in het land te vestigen. Dit maakte het centrale regering zwak en maakt het voor buitenlandse landen gemakkelijker om het land te beheersen. Nadat de invloed va, het Volksbevrijdingsfront van Tigray in Somalië aanzienlijk was afgenomen, begon Kenia te profiteren. 
Volgens een rapport dat in 2018 door FairPlanet is gepubliceerd, worden de Kenya Defence Forces gezien als het middelpunt van de illegale handel in suiker en houtskool, waar ze de buit delen met AlShabaab. De Keniaanse soldaten gestationeerd in de verschillende havens zouden $ 2 zou ontvangen voor elke zak houtskool die illegaal vanuit de haven van Kismayo werd verscheept, wat $ 24 miljoen per jaar opleverde. Journalists for Justice in hun rapport genaamd "Black and White: Kenya’s racket in Somali":

Als zodanig is de houtskoolhandel niet wat een soort illegale hobby voor KDF-officieren die in Kismayo gestationeerd zijn om wat zakgeld te verdienen. Samen met de import van suiker wel eigenlijk is de belangrijkste reden dat ze er zijn.

De Verenigde Naties steunen deze bewering. Een rapport van de Veiligheidsraad uit 2017 stelt:

AMISOM, wiens KDF-contingenten nog steeds werkzaam zijn in de havens van Kismayo en Buur Gaabo, heeft de Somalische autoriteiten bij het uitvoeren van het houtskoolverbod de Monitoring Group-toegang tot houtskool exporterende havens gefaciliteerd. Kenia heeft ook de voormalige minister van Veiligheid van Jubaland verborgen. Janan die in 2019 uit de gevangenis van Mogadishu ontsnapte, verstopt zich in Kenia en Kenia weigert om hem uit te leveren.

Seif Magango, adjunct-directeur van Amnesty International voor Oost-Afrika, de Hoorn van Afrika en de Grote Meren, zei:

Het is onaanvaardbaar dat Abdirashid Janan, die wordt verdacht van verantwoordelijkheid voor misdaden volgens het internationaal recht en andere ernstige schendingen van de mensenrechten, pogingen om hem voor het gerecht te brengen heeft ontweken. De Keniaanse autoriteiten moeten hem onmiddellijk arresteren en overdragen aan de federale regering van Somalië, die zijn proces moet voeren op een manier die voldoet aan de internationale normen voor een eerlijk proces, zonder verdere vertraging. Slachtoffers van zijn vermeende misdaad hebben geduldig gewacht op gerechtigheid en hun hoop mag niet worden gefnuikt.

Met de dreiging van Janan, maar ook Keniaanse soldaten die onschuldige burgers en tientallen boeren doodden en vee doodden, antwoordde Farmaajo door het Somalische leger naar Gedo te sturen om de burgers te beschermen. Volgens de senator van Mandera County zijn honderden strijders geallieerd aan de minister van Binnenlandse Zaken van Jubaland al maanden gestationeerd in Mandera. In 2021 probeerde Janan Beled Xaawo over te nemen. De voormalige minister van Veiligheid van Jubaland lanceerde een offensief in Beled Xaawo met honderden loyale milities. Het Somalische Nationale Leger sloeg de aanval echter af en nam honderden leden van de Janan-milities levend gevangen. De regering van Somalië beschuldigde Kenia van het bewapenen van Janan en zijn militie. Janan verblijft nog steeds in Kenia, Kenia weigert hem aan de Somalische autoriteiten uit te leveren.